# Abbas Sy
Pour les articles homonymes, voir Sy.
Abbas Sy, né le 28 décembre 1969 à Paris, est un ancien joueur français de basket-ball. Il joue au poste de meneur-arrière. Il a été entraîneur assistant et joueur à Dreux en Nationale 3, après avoir été entraîneur assistant à Trappes lors de la saison 2008-2009.

## Biographie
Il est le frère du basketteur Ismaïla Sy.

## Clubs
- 1986-1990 :  Racing Paris (Pro A)
- 1990-1992 :  ASVEL Lyon-Villeurbanne (Pro A)
- 1992-1994 :  Montpellier (Pro A)
- 1994-1996 :  Limoges (Pro A)
- 1996-1999 :  Besançon (Pro A)
- 1999-2001 :  ALM Évreux (Pro A)
- 2001-2003 :  Devils de Genève (LNA)
- 2003-2004 :  CO Beauvais (Pro B)
- 2004 :  Lions de Genève (LNA)
- 2004-2005 :  Angers BC 49 (Pro B)

## Sélection nationale
- Équipe de France junior
- 3 sélections (0 pts) en Équipe de France A en 1988